# جوليان غيلبيرت
جوليان غيلبيرت (بالفرنسية: Julien Gibert)‏ (8 سبتمبر 1978 في فرنسا - ) هو لاعب كرة قدم فرنسي في مركز الدفاع. لعب مع أوستينده وأولمبيك ليون ونادي باو ونادي ديجون ونادي مارتيغ وSO Romorantin ‏.